# Roptrocerus mirus
Roptrocerus mirus är en stekelart som först beskrevs av Walker 1834.  Roptrocerus mirus ingår i släktet Roptrocerus och familjen puppglanssteklar. Arten är reproducerande i Sverige. Inga underarter finns listade i Catalogue of Life.